# Феспротянці

Теспротія в античності.

Феспротянці ( грецький : Θεσπρωτοί, Thesprōtoí)- було древнє грецьке плем'я, схоже до молосів, що населяли королівство Thesprotis в Епірі .  Разом з молосами і хаонами вони утворили основні племена північно-західної грецької групи.  На своєму північно-східному кордоні вони межували з хаонцями, а на північному — з королівством молосів. Поет Гомер часто згадує Теспротія в Одіссеї, який мав дружні стосунки з Ітакою і Doulichi . Спочатку феспротійці контролювали оракул Додона, найдавнішу релігійну святиню в Греції. Пізніше вони були частиною Епіру, поки не були приєднані до Римської імперії .

## Географія
Страбон розміщує територію феспротійців, Теспрот, на узбережжі південно-західного Епіру. Теспрот простягався між Амбракійською затокою на півдні до річки Тіаміс (сучасний Каламас) на півночі, а також між горами Пінд та Іонічним морем . Згідно з легендою, народ отримав свою назву від вождя пеласгів і першого правителя Феспрота, який побудував Кіхір ( Кихор ), який пізніше назвали Ефірою, столицею Феспротії. Інші важливі міста Феспротії включають Пандосію,  Тітані, Хеймерій, Торін, Фаноте, Кассопе, Фотіче, Бушету  і Батіаї .  Було місто під назвою Теспротія, яке поділяло ту саму назву з самим племенем. 

## Плем'я
За словами Страбона, феспроти (поряд з хаонцями і молосами ) були найвідомішими серед чотирнадцяти племен Епіру, оскільки колись вони панували над усім регіоном. Хаонці правили Епіром спочатку, а феспроти і молоси — потім. Плутарх розповідає, що феспроти, хаонці та молоси були трьома основними скупченнями грецьких племен, які виникли в Епірі, і всі три були наймогутнішими серед усіх інших племен.  Страбон також записує, що феспроти, молоси та македонці називали старих людей pelioi, а старих жінок peliai ( PIE : *pel- означає сірий ; давньогрецька : pelitnós – «сірий», peleia – « голуб », т. зв. його темно-сірого кольору, poliós – сірий, а pollós – «темний»). Їхніх сенаторів називали пелігонами (Πελιγόνες), схожими на македонських пеліганів (Πελιγᾶνες).  Напис з Гумані, датований другою половиною 4 століття до нашої ери  вказує на те, що організація Теспротської держави була подібна до організації інших Епіротів .  Умовами для посади були простати (грец. προστάτες), що буквально означало «захисники», як і більшість грецьких племінних держав того часу.  Іншими термінами для посади були grammateus (грец. γραμματέυς), що означає «секретар», demiourgoi (грец. δημιουργοί), що буквально означає «творці», ієромнемони (грецьк. ιερομματέυς), що означає « секретар » і дослівно: «рекаментарно»; що означає «співправителі». 

### Підплем'я
Феспроти були поділені на багато підплем'їв, які включали в себе елоів, греків, кассопеїв, дріопів, додонів (грец. Δωδωναίοι), егестів, еліноїв, ефірів, ікадотів, картатоів, клауоіов, клатоіов, лаурів, кестріоїв,торідеїв, фанотеїв, фарганеїв, парауеїв, філатів. Деякі з цих племен протягом давнини мігрували і створили колонії в Ітаці, Лефкаді, Акарнанії, частинах південної Греції, Фессалії та Італії . 

## Міфологія
Згідно з « Телегонією» ( епічний цикл ), Одіссей прийшов на землю Феспротії, де пробув кілька років. Він одружився з царицею Феспротії, Каллідікою (Калідіка, Каллідіка), і мав від неї сина на ім’я Поліпет . Одіссей очолив феспротян у війні проти бригів , але програв битву, оскільки Арес був на боці бригів. Афіна пішла підтримати Одіссея, втягнувши бога війни в іншу конфронтацію, поки Аполлон не розлучив їх. Коли Каллідіка померла, Одіссей повернувся додому в Ітаку, залишивши їхнього сина, Поліпоета, правити Феспротією. 

## Історія

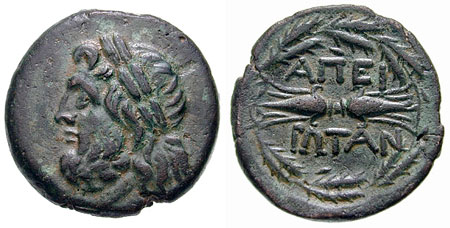
Монета Ліги Епіротів із зображенням Зевса (ліворуч) і підсвічуванням зі словом «ΑΠΕΙΡΩΤΑΝ» – Епірот (праворуч)

- У союзі з Коринфом у 5 столітті до н.е.
- У союзі з Афінами і Молоссом, 415–404 рр. до н.е.
- Окупація Кассопеї, Додони, східної Феспротії молосами 400 р. до н.е.
- Феспротська ліга, середина 4 століття до н.е.
- У союзі з Македонією, 343–300 рр. до н.е.
- Частина Ліги Молоссі, 300 р. до н.е.
- Частина Епіротської ліги, включала хаонів і молосів, 220–167 рр. до н.е.
- Призначений як район Македонії у складі Риму, 148–27 рр. до н.е.
- Призначений як район Ахеї в межах Римської імперії з 27 р. до н.е.

## Список Феспротян
- Цариця Каллідіка, дружина Одіссея .
- Король Aidoneus з Ephyra, чоловік Персефони .
- Poionos: Admatos; Thesprotoi: Petoas, Simakos; Скепас, Арістодам з Кассопеї; Діосото з Пандозії ; Theorodokoi в Epidauros, 365 м до н.е .. [1] [2]
- Александрос простати, середина 4 століття до н.е. [3]
- Ксенарх, син Ксенона з Кассопеї (могильна стела), бл. 310 рік до нашої ери [4]
- Галліт, син Ксенона з Кассопеї (гробниця стела), бл. 275 рік до нашої ери [5]
- Сократіс дочка Соціона з Бушети (могильна стела), бл. 250 рік до нашої ери [6]
- Ксеній з Кассопеї Проксенос у Тіррейоні Акарнанія, 3 століття до нашої ери. [7]
- Алкім (син Нікандра ) проксен в Дельфах, бл. 215 рік до нашої ери [8]
- Евхарон, Eunostidas proxenoi в Термосі (Етолія), кінець 3-го – початок 2-го століття до н.е. [9]
- Мілон (син Сосандроса), вшанований Койноном Епіротським, кінець 3 століття до нашої ери. [10]
- Опатос, присвячений Зевсу Наосу, Діоні та Зевсу Булею в Додоні, бл. 215–210 рр. до н.е. [11]
- Сімакос (син Фалакріона) 2 століття до нашої ери Панкратіаст, Епідаврія (оштрафований на 1000 штатів разом з двома іншими атлетами). [12]
- Деметрій (син Махати), присвячений Аполлону в Куріоні, Кіпр, 200–193 рр. до н.е., [13] Птолемеїв, воєначальник міста Куріон. [14]
- Alkemachos (син Charops) Diaulos (~ 400 метрів гонки) Panathenaics, 190/189 до н.е., племінником Димитрієм. [14]
- Еченіка, дочка Менедама та Аристократії з Кассопи, дружина Лісіксена (гробниця стела), 2 століття до н.е. [15]

## Дивіться також
- Chaonia
- Некромантейон

## Зовнішні посилання
- Теспротія: Ресурс Плеяд [Архівовано 12 грудня 2021 у Wayback Machine.]